# Lunglei (distrikt)
Lunglei är ett distrikt i Indien.   Det ligger i delstaten Mizoram, i den östra delen av landet, 1 700 km öster om huvudstaden New Delhi. Antalet invånare är 161 428. Arean är 4 538 kvadratkilometer. Lunglei gränsar till Mamit.
Terrängen i Lunglei är bergig åt sydost, men åt nordväst är den kuperad.
Följande samhällen finns i Lunglei:
- Lunglei